# Herbert Freudenberger
Herbert J. Freudenberger (Francoforte sul Meno, 26 novembre 1927 – New York, 29 novembre 1999) è stato uno psicologo statunitense, di origine tedesca.
Egli è stato uno dei primi a descrivere i sintomi di esaurimento professionale ed a condurre un ampio studio sulla sindrome da burnout.
Nel 1980, ha pubblicato un libro in merito a questa sindrome, diventato un punto di riferimento per tutti coloro che sono interessati a questo fenomeno.

## Opere
- Herbert Freudenberger, Geraldine Richelson, Burnout: The High Cost of High Achievement, Bantam Books, 1980, ISBN 978-0-553-20048-5.

| Controllo di autorità | VIAF (EN) 74436624 · ISNI (EN) 0000 0001 1673 0970 · LCCN (EN) n80090134 · GND (DE) 109879775 · BNF (FR) cb125000218 (data) · J9U (EN, HE) 987007302212205171 |